# Угрюмов, Аркадий Константинович
Угрюмов Аркадий Константинович (16.12.1906, Ленинград — 1995, Санкт-Петербург) — инженер путей сообщения, специалист в области управления процессами перевозок, доктор технических наук, профессор, заслуженный деятель науки и техники РСФСР.

## Биография
Родился в семье железнодорожника. Поступил в железнодорожный техникум в 1925 году, выбрав профессию отца. После окончания отработал два года дежурным по станции Ленинград-Варшавский. Поступил в ЛИИЖТ. В 1935 году окончил учёбу в институте, поступил на службу движения Октябрьской железной дороги. Проявил в работе организаторские способности и инициативность. Получил руководящую должность. 
В годы Великой Отечественной войны принимал участие в снабжении осажденного Ленинграда. После прорыва блокады Ленинграда, получив должность заместителя начальника службы движения, руководил проектом «Дороги Победы». 
После окончания войны, решал крупные производственно-технические вопросы общественного значения на посту начальника службы движения и начальника Управления движения Северо-Западного округа путей сообщения. 
В 1953 году после ликвидации Северо-Западного округа путей сообщения, защитил диссертацию на соискание ученой степени кандидата технических наук, в связи с переходом на работу в ЛИИЖТ на кафедру «Эксплуатация железных дорог». В 1964 году защитил докторскую диссертацию на основе созданной им теории неравномерного движения поездов. Под руководством Аркадия Константиновича был разработан коллективом кафедры новый технологический процесс работы железнодорожного узла в Ленинграде. Процесс был введен в действие в 1979 году. А. К. Угрюмов умер в 1995 году, похоронен в Петербурге.

## Область научных интересов
Занимался разработкой научных основ теории графика движения поездов, технологии работы станций, пассажирского транспорта. Является создателем теории равномерности движения поездов, основные положения этой теории были изложены в 1964 г. Урюмовым А.К. в его диссертации на соискание степени доктора технических наук "влияние суточной неравномерности движения по эксплуатации железных дорог".

## Награды
- Звание «Заслуженный деятель науки и техники РСФСР»
- Звание «Почетный железнодорожник»
- Орден Трудового Красного Знамени
- Орден Красной Звезды
- «Знак Почёта»
- Медаль «За оборону Ленинграда»

## Учебники и учебные пособия
- Применение современных математических методов в расчетах по эксплуатации железных дорог : Учебное пособие / Ленингр. ин-т инженеров ж.-д. транспорта им. акад. В.Н. Образцова; А.К. Угрюмов, Е.М. Муковский, В.А. Кудрявцев, А.П. Романов. Publisher: Ленинград : Б. и., 1976
- Организация движения на железнодорожном транспорте. Зубков, Иван Иванович, Савиных, Николай Гаврилович, Угрюмов, Аркадий Константинович. Учебник для технических школ железнодорожного транспорта Москва : Транспорт , 1975 .- 239 стр .- ил., табл.
- Организация движения поездов на промышленном железнодорожном транспорте. Учеб. для техникумов пром. ж.-д. трансп. А. К. Угрюмов, А. П. Романов, З. Л. Мирошниченко., 206 стр., ил. 22 см. Киев Вища шк. Донецк 1986